# Conomitrium serratum
Conomitrium serratum là một loài Rêu trong họ Fissidentaceae. Loài này được (Müll. Hal.) Müll. Hal. mô tả khoa học đầu tiên năm 1851.